# Paseo Independencia (Rancagua)
El Paseo Independencia es una vía de exclusivo uso peatonal ubicada en el centro de la ciudad chilena de Rancagua, entre la Plaza de los Héroes y la Avenida San Martín, en sentido este a oeste.
En este paseo se encuentran las principales casas comerciales y tiendas minoristas de la comuna.

## Ubicación
El Paseo Independencia cruza el plano damero de la ciudad, y tiene un largo de 4 manzanas, ubicándose en el centro de actividades comerciales de la ciudad. 

## Historia

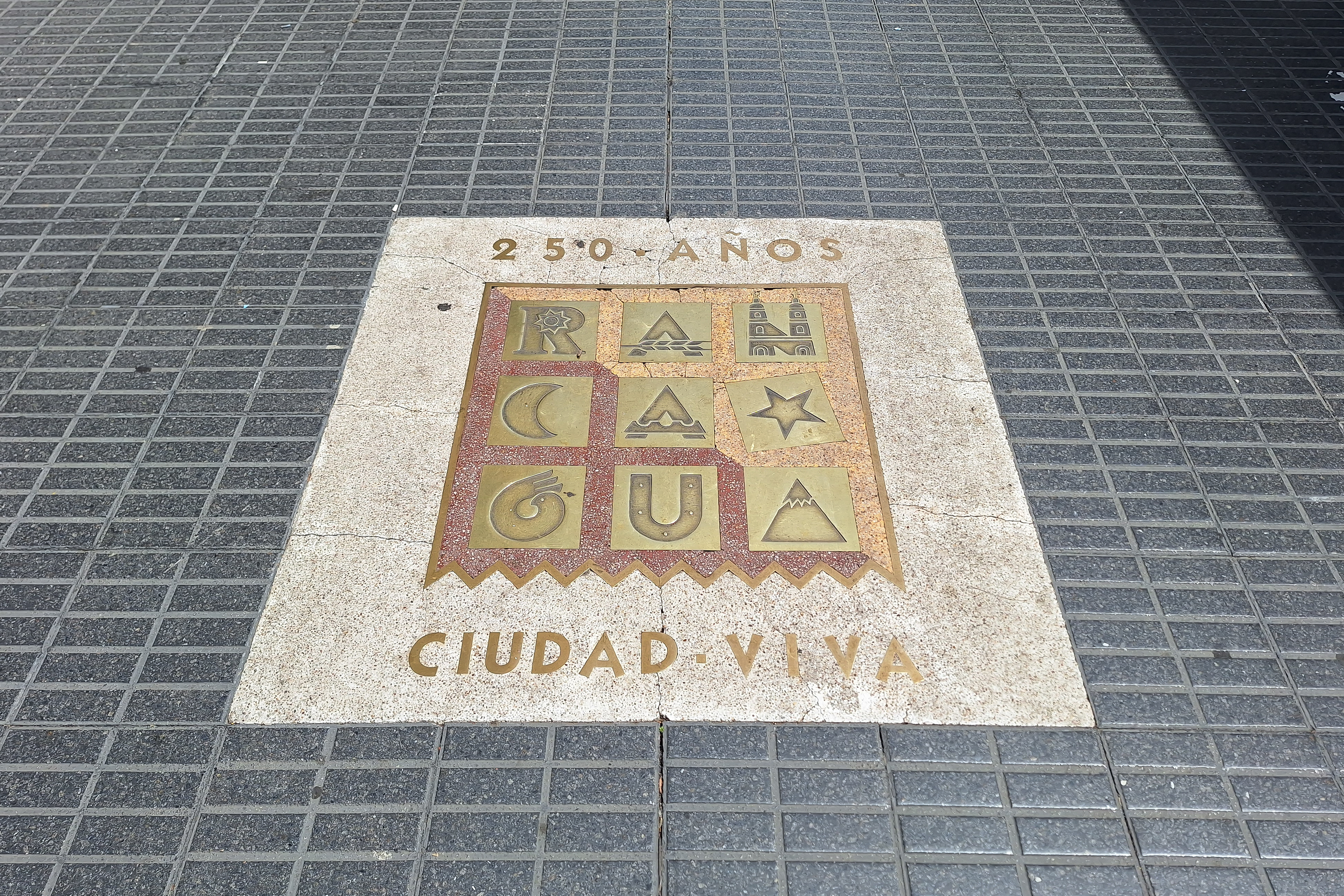
Placa conmemorativa ubicada en la entrada a la Plaza de los Héroes.

Inicialmente, la vía era de uso vehicular. En la década de 1990, finalizaron las obras de remodelación de la vía para convertirla de uso exclusivo peatonal, lo cual provocó el traslado de gran parte de las actividades comerciales de la ciudad hacia el Paseo Independencia, convirtiéndose así en la principal área comercial y administrativa de la ciudad.    

## Prolongación
- Extremo Este: Calle Germán Riesco (intersección Plaza de los Héroes).
- Extremo Oeste: Avenida Brasil (intersección Avenida San Martín).